# Bandera del Óblast de Zaporoye (Rusia)
La bandera de la administración rusa del óblast de Zaporoye, es el símbolo utilizado por las autoridades prorrusas en la ocupación militar en curso del óblast ucraniano de Zaporiyia, desde la anexión formal a Rusia de este territorio en septiembre de 2022.

## Historia
A la firma del acuerdo de anexión del óblast de Zaporoye a la Federación Rusa, firmado por el presidente ruso Vladímir Putin y el líder instalado por los rusos en la región, Yevgueni Balitski, la bandera de la región de Zaporoye pudo verse expuesta. Su diseño es similar al de la bandera del antiguo óblast homónimo de Aleksandrovsk en 1811, el escudo de armas es igual al antiguo pero esta mas desarrollado en cuanto a colores y alrededor del escudo se incorpora un fondo con los mismos colores que tiene el escudo.

## Banderas relacionadas

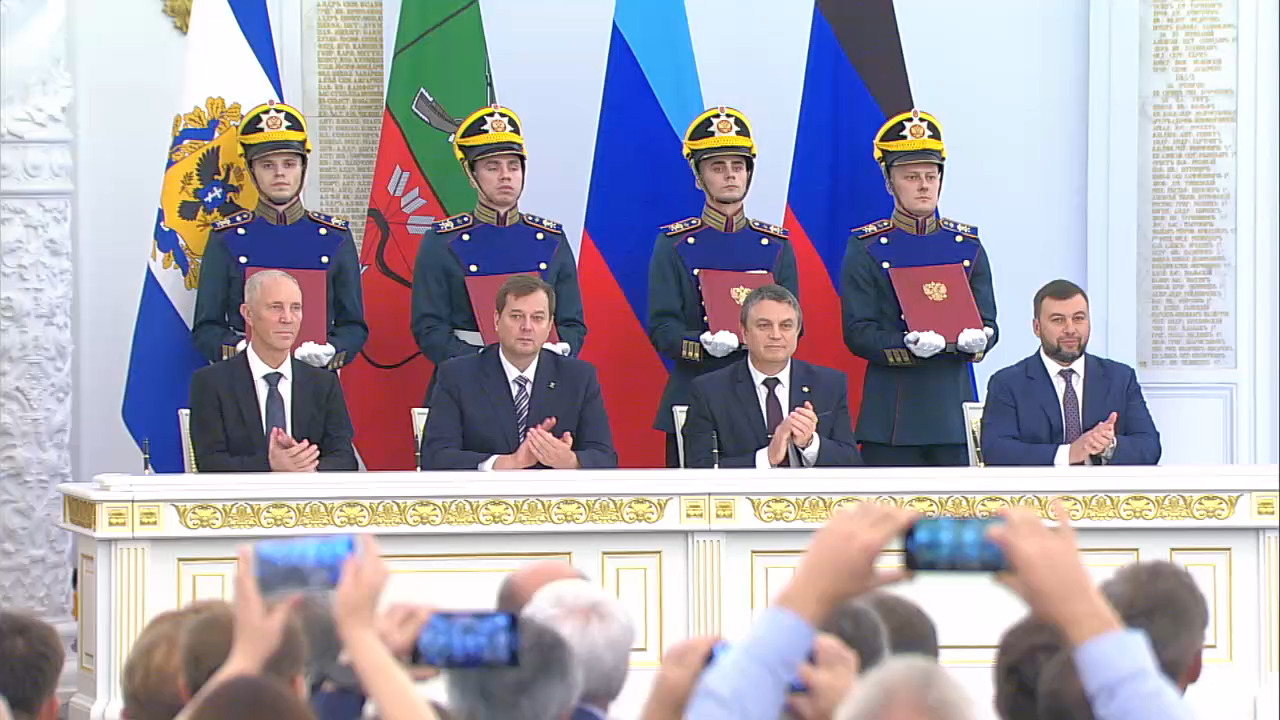

- Bandera del óblast ucraniano de Zaporiyia.
- Escudo del óblast ucraniano de Zaporiyia.
- Escudo de la administración rusa del óblast de Zaporoye.
- Ceremonia de firma de los acuerdos de anexión de Donetsk, Lugansk, Zaporiyia y Jersón a Rusia.